# Американська історія жаху: Подвійний сеанс
Американська історія жахів: Подвійний сеанс (англ. American Horror Story: Double Feature) — десятий сезон телесеріалу антології жахів каналу FX «Американська історія жахів», створений Райаном Мерфі та Бредом Фальчуком, прем'єра якого відбулася 25 серпня 2021 року. Спочатку прем'єра планувалася на кінець 2020 року, але була перенесена через перерву виробництва внаслідок пандемії COVID-19.

## Акторський склад

### Частина 1: Червоний приплив

#### Основний склад
- Сара Полсон — туберкульозна Карен[1]
- Еван Пітерс — Остін Соммерс[1]
- Фінн Віттрок — Гаррі Ґарднер[1]
- Лілі Рейб — Доріс Ґарднер[1]
- Райан Кіера Армстронг — Альма Ґарднер[2]
- Френсіс Конрой — Бель Нуар[1]
- Біллі Лурд — Ларк[1]
- Маколей Калкін — Міккі[1]
- Леслі Гросман — Урсула[1]
- Адіна Портер — Бурлесон[1]
- Анжеліка Росс — хімік[1]

#### Другорядний склад
- Деніс О'Харе[3] — Холден Вон
- Чад Майклз[4]
- Робін Вайгерт — Марта

### Частина 2: Долина Смерті

#### Основний склад
- Ніл Мак-Дона — Дуайт Ейзенхауер[5]
- Сара Полсон — Меймі Ейзенхауер[6]
- Лілі Рейб — Амелія Ергарт[7]
- Кайя Гербер — Кендалл[7]
- Ніко Грітем[7] — Кал Камбон
- Рейчел Хілсон[7] — Джеймі Говард
- Анжеліка Росс[7] — Тета
- Коді Ферн — Валіант Тор

#### Другорядний склад
- Крейг Шеффер — Річард Ніксон
- Аліша Сопер — Мерілін Монро
- Майк Фогель — Джон Кеннеді
- Крістофер Стенлі — Шерман Адамс

## Епізоди
Див. також: Список епізодів телесеріалу «Американська історія жаху»

### Частина 1: Червоний приплив
| № серії (загалом) | № серії (в сезоні) | Назва серії    | Режисер(и)     | Сценарист(и)               | Оригінальна дата показу | Код серії | Глядачів США (млн) |
| ----------------- | ------------------ | -------------- | -------------- | -------------------------- | ----------------------- | --------- | ------------------ |
| 104               | 1                  | «Cape Fear»    | Джон Дж. Грей  | Раян Мерфі та Бред Фальчук | 25 серпня 2021          | AATS01    | 0.93               |
| 105               | 2                  | «Pale»         | Лоні Перістер  | Раян Мерфі та Бред Фальчук | 25 серпня 2021          | AATS02    | 0.58               |
| 106               | 3                  | «Thirst»       | Лоні Перістер  | Бред Фальчук               | 1 вересня 2021          | AATS03    | 0.70               |
| 107               | 4                  | «Blood Buffet» | Аксель Каролін | Бред Фальчук               | 8 вересня 2021          | AATS04    | 0.61               |
| 108               | 5                  | «Gaslight»     | Джон Дж. Грей  | Бред Фальчук та Менні Кото | 15 вересня 2021         | AATS05    | Буде оголошено     |
| 109               | 6                  | «Winter Kills» | Джон Дж. Грей  | Бред Фальчук та Менні Кото | 22 вересня 2021         | AATS06    | Буде оголошено     |

### Частина 2: Долина Смерті
| № серії (загалом) | № серії (в сезоні) | Назва серії                       | Режисер(и)                  | Сценарист(и)                                            | Оригінальна дата показу | Код серії | Глядачів США (млн) |
| ----------------- | ------------------ | --------------------------------- | --------------------------- | ------------------------------------------------------- | ----------------------- | --------- | ------------------ |
| 110               | 7                  | «Take Me To Your Leader»          | Макс Вінклер                | Крістен Рейдель, Бред Фальчук та Менні Кото             | 29 вересня 2021         | AATS07    | Буде оголошено     |
| 111               | 8                  | «Inside»                          | Тесса Блейк                 | Крістен Рейдель, Бред Фальчук та Менні Кото             | 6 жовтня 2021           | AATS08    | Буде оголошено     |
| 112               | 9                  | «Blue Moon»                       | Лора Белсі та Джон Дж. Грей | Крістен Рейдель, Менні Кото та Рейлі Сміт               | 13 жовтня 2021          | AATS09    | Буде оголошено     |
| 113               | 10                 | «Double Feature/Part I: Red Tide» | Аксель Керолін              | Бред Фальчук, Менні Кото, Крістен Рейдель та Рейлі Сміт | 20 жовтня 2021          | AATS10    | Буде оголошено     |

## Виробництво
3 серпня 2018 року серіал був продовжений на десятий сезон, який мав вийти у 2020 році. 26 травня 2020 року 10 сезон було перенесено на 2021 рік у зв'язку з зупинкою виробництва через триваючу пандемію COVID-19. Після переривання співзасновник серіалу Райан Мерфі розповів в інтерв'ю TheWrap, що затримка може потенційно змінити тему сезону, оскільки його початкову ідею потрібно було знімати в теплі місяці року.
 